# Współczesna rodzina (sezon 1)
1 sezon serialu komediowego Współczesna rodzina został oryginalnie wyemitowany w USA przez stację ABC od 23 września 2009 roku do 19 maja 2010 roku.
Serial skupia się na losach rodziny Pritchettów. Głowa rodziny, 60-letni Jay (Ed O’Neill), od 6 miesięcy jest mężem młodej latynoski, Glorii (Sofía Vergara). Wychowują razem jej syna z pierwszego małżeństwa, Manny'ego (Rico Rodriguez). Jay ma dwójkę dzieci - Claire (Julie Bowen) i Mitchella (Jesse Tyler Ferguson). Claire poślubiła Phila (Ty Burrell) i ma z nim trójkę dzieci: Haley (Sarah Hyland), Alex (Ariel Winter) oraz Luke'a (Nolan Gould). Mitchell jest gejem i razem ze swoim partnerem, Cameronem (Eric Stonestreet), wychowują adoptowaną w Wietnamie córeczkę, Lily (Ella i Jaden Hiller).
Po emisji pierwszego sezonu, serial został pozytywnie przyjęty przez widzów, a także krytyków. Przez niektórych został nazwany najlepszym serialem 2009 roku. Serial został nominowany do 14 nagród Emmy. Oglądalność sezonu osiągnęła ponad 9,4 mln widzów. Popularność w USA sprawiła, że stacja zdecydowała się na drugi sezon.

## Produkcja

### Pomysł serialu
Podczas pracy w biurze, Lloyd i Levitan opowiadali sobie historię swoich rodzin. To zapoczątkowało pracę nad nowym serialem. Początkowo, tytuł serialu miał brzmieć My American Family. Od początku serial miał mieć styl mockumentary. Lloyd i Levitan nie mogli zdecydować się na stację, która mogłaby emitować ich serial. W grę wchodziły cztery: FOX, CBS, NBC oraz ABC. Ostatecznie, zdecydowano na ABC.
Sezon odniósł wielki sukces. 12 stycznia 2010 roku, oznajmiono, że zostanie wyprodukowany 2. sezon.

### Twórcy
Lloyd-Levitan Productions oraz 20th Century Fox Television byli producentami pierwszego sezonu, razem z twórcami, Christopherem Lloydem i Stevenen Levitanenm. Oboje wcześniej pracowali razem na planach seriali takich jak Cudowne lata, Frasier, Ja się zastrzelę czy Skrzydła. Autorami scenariuszy, oprócz twórców, są: Paul Corrigan, Sameer Gardezi, Joe Lawson, Dan O'Shannon, Brad Walsh, Caroline Williams, Bill Wrubel, oraz Danny Zuker.

### Obsada

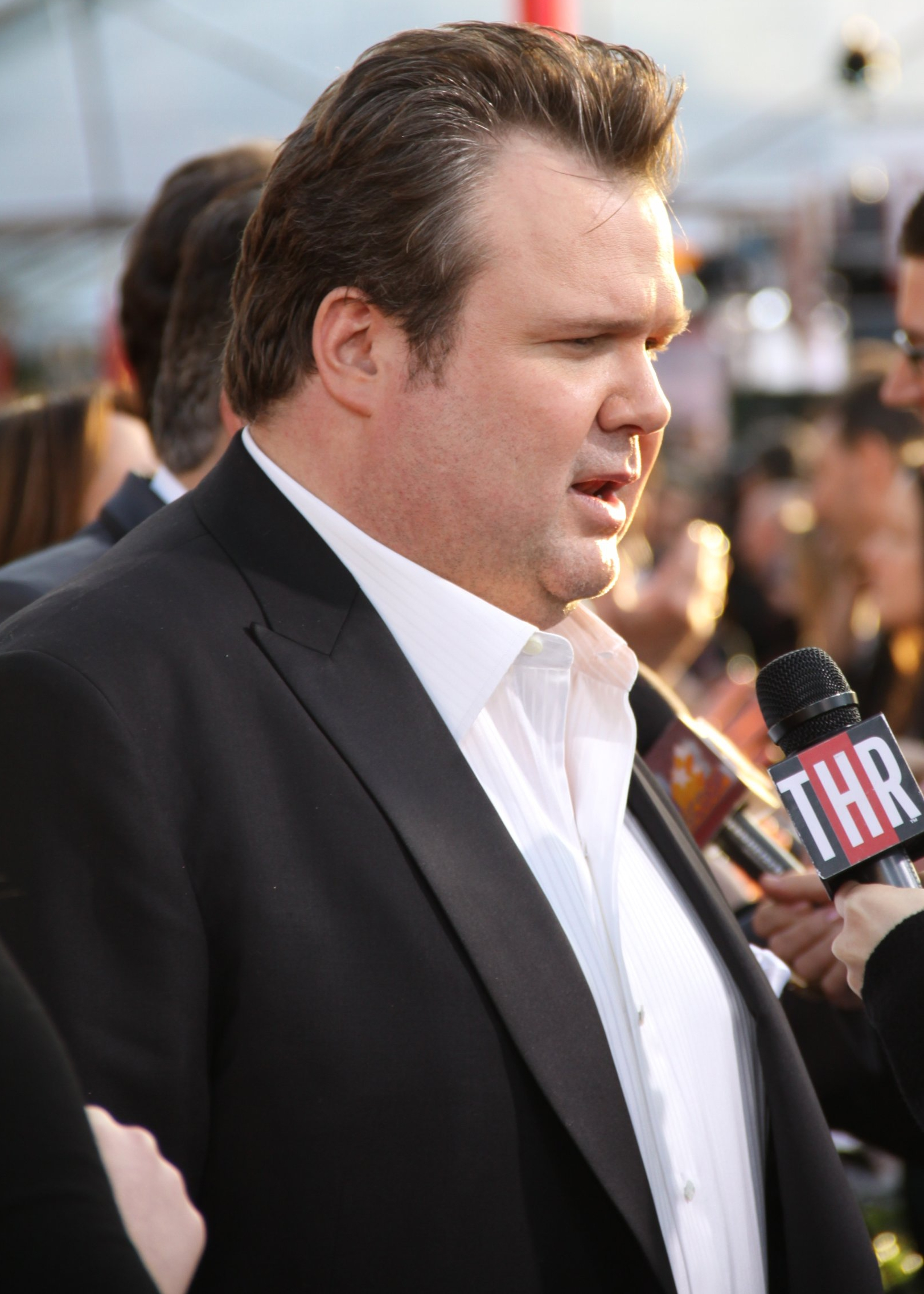
Eric Stonestreet zdobył nagrodę Emmy za swoją rolę

Początkowo, rolę Jaya Pritchetta miał dostać Craig T. Nelson, ale odrzucił ją. Podczas kręcenia odcinka pilotażowego, Julie Bowen była w ciąży. W rolę Camerona miał wcielać się Jesse Tyler Ferguson, ale ostatecznie dostał rolę Mitchella. Ostatecznie, członkami głównej obsady są:
- Ed O’Neill - Jay Pritchett
- Sofía Vergara - Gloria Delgado-Pritchett
- Julie Bowen - Claire Dunphy
- Ty Burrell - Phil Dunphy
- Jesse Tyler Ferguson - Mitchell Pritchett
- Eric Stonestreet - Cameron Tucker
- Sarah Hyland - Haley Dunphy
- Ariel Winter - Alex Dunphy
- Rico Rodriguez - Manny Delgado
- Nolan Gould - Luke Dunphy
- Ella i Jaden Hiller - Lily Tucker-Pritchett

Gościnnie w tym sezonie wystąpili:
- Edward Norton - Izzy LaFontaine
- Elizabeth Banks - Sal
- Margo Harshman - Tanya
- Chazz Palminteri - Shorty
- Kristen Schaal - Whitney
- Minnie Driver - Valerie
- David Brenner - on sam
- Judy Greer - Denise
- Bruce Altman - Jennings
- Justin Kirk - Charlie Bingham
- Kobe Bryant - on sam
- Fred Willard - Frank Dunphy
- Tom Finney - Robby
- Eric Lange - Stupak
- Brandy Ledford - Desiree

## Emisja w Polsce
W Polsce, premiera serialu nastąpiła 3 maja 2010 roku, na kanale HBO Comedy. Stacja zakończyła emisję 1. sezonu, 23 czerwca 2010. Sezon ponownie emitowano od 5 lipca do 5 sierpnia, od 14 sierpnia do 19 września oraz od 22 września do 25 października.
1. sezon wyemitowany został również przez stację HBO 2, od 23 października do 31 października 2010 roku.
Stacja Fox wyemitowała 1. sezon, od 21 marca do 6 czerwca 2011. Emisję powtarzano od 29 września do 16 października 2011, od 1 lutego do 16 lutego 2012, od 10 lipca do 30 lipca 2013 oraz od 11 grudnia do 26 grudnia 2013.
Serial był również emitowany przez stację TVP2. Stacja wyemitowała 12. pierwszych odcinków, od 6 czerwca do 11 lipca 2012 roku. Stacja wyemitowała wszystkie odcinki 1. sezonu, od 2 stycznia do 4 lutego 2013 roku. Od 25 marca do 29 kwietnia 2014, stacja wyświetliła 1. sezon, rozpoczynając od 13. odcinka.
Stacja TVP Seriale wyemitowała 1. sezon, od 9 września do 24 listopada 2013 roku.

## Odcinki
- Ed O’Neill, Sofía Vergara, Julie Bowen, Ty Burrell, Jesse Tyler Ferguson oraz Eric Stonestreet pojawiają się we wszystkich odcinkach tego sezonu.
- Rico Rodriquez oraz Nolan Gould są nieobecni przez 1 odcinek.
- Sarah Hyland oraz Ariel Winter są nieobecne przez 3 odcinki.

| № | #  | Tytuł                                     | Reżyseria       | Scenariusz                       | Premiera             | Premiera        |
| --- | -- | ----------------------------------------- | --------------- | -------------------------------- | -------------------- | --------------- |
| 1 | 1  | Współczesna rodzina Pilot                 | Jason Winer     | Steven Levitan, Christopher Lloy | 23 września 2009     | 3 maja 2010     |
| Sędziwy Jay ma problemy z porozumieniem się ze swoim pasierbem. Rodzina Claire stara się ukarać syna za postrzelenie siostry z pistoletu na kulki, kompromituje również starszą córkę, która przyprowadziła do domu nowego chłopaka. Mitchell stara się zataić informację, że wraz ze swoim partnerem Cameronem adoptowali w Wietnamie córkę, jednakże Cameron bez jego wiedzy zaprasza całą rodzinę na kolację. |    |                                           |                 |                                  |                      |                 |
| 2 | 2  | Rowerowy złodziej The Bicycle Thief       | Jason Winer     | Bill Wrubel                      | 30 września 2009     | 4 maja 2010     |
| Jay stara się udowodnić Manny’emu, że potrafi być dobrym ojcem. Phil, chcąc dać nauczkę Luke’owi, który zostawia rower bez opieki, kradnie pojazd; okazuje się jednak, że ukradł niewłaściwy rower. Cameron i Mitchell, udając osoby o heteroseksualnej orientacji, wybierają się z Lily na zajęcia dla maluchów. |    |                                           |                 |                                  |                      |                 |
| 3 | 3  | Poleć ze mną Come Fly with Me             | Jason Winer     | Dan O'Shannon                    | 7 października 2009  | 5 maja 2010     |
| Jay próbuje w samotności zająć się swoim modelem samolotu, jednak przeszkadza mu w tym zięć Phil. Alex i Gloria wybierają się do centrum handlowego, zaś Mitchell po raz pierwszy w życiu wybiera się do marketu Costco. |    |                                           |                 |                                  |                      |                 |
| 4 | 4  | Incydent The Incident                     | Jason Winer     | Steven Levitan                   | 14 października 2009 | 10 maja 2010    |
| Po wielu miesiącach pojawia się matka Mitchella i Claire, która przed rodzinami zawstydziła Jaya i Glorię podczas ich wesela. Phil i Claire zastanawiają się, czy pozwolić pojechać Haley z Dylanem na koncert. Mitchell odwiedza ojca, żeby powiedzieć mu, że zaprosił na przyjęcie jego eksżonę, nie mówi jednak nic Glorii. Gościnnie: Shelley Long |    |                                           |                 |                                  |                      |                 |
| 5 | 5  | Naciągaczka czy nie… Coal Digger          | Jason Winer     | Christopher Lloyd                | 21 października 2009 | 11 maja 2010    |
| Manny i Luke w szkole wdają się w bójkę. Rodzina zbiera się u Jaya i Glorii, aby obejrzeć mecz futbolowy. Claire i Gloria zaczynają się kłócić. |    |                                           |                 |                                  |                      |                 |
| 6 | 6  | Nie zadzieraj z żoną Run for Your Wife    | Jason Winer     | Paul Corrigan, Brad Walsh        | 28 października 2009 | 12 maja 2010    |
| Pierwszego dnia szkoły Jay i Gloria kłócą się o strój, jaki Manny powinien założyć. Gdy dzieci wychodzą do szkoły, Claire chce spędzić trochę czasu w ciszy i spokoju, jednakże Phil ma inne pomysły. Mitchell i Cameron wariują przez drobny wypadek, jaki przydarzył się Lily. |    |                                           |                 |                                  |                      |                 |
| 7 | 7  | Szermierka En Garde                       | Randall Einhorn | Danny Zuker                      | 4 listopada 2009     | 17 maja 2010    |
| Manny odnosi sukcesy w szermierce, co cieszy Jaya. Zadowolenie ojca sprawia jednak przykrość Mitchellowi, który wraz z Claire roztrząsa pewne wydarzenia z ich przeszłości. |    |                                           |                 |                                  |                      |                 |
| 8 | 8  | Wielkie nadzieje Great Expectations       | Jason Winer     | Joe Lawson                       | 18 listopada 2009    | 18 maja 2010    |
| Mitchell i Cameron spotykają się z koleżanką, Sal, którą znają od lat i z którą chodzili na imprezy. Sal jest zdziwiona zmianą, która zaszła w ich życiu. Nie potrafi zrozumieć, że Mitchell i Cameron są rodzicami, więc ich priorytety są inne. Claire i Phil obchodzą rocznicę ślubu. Przygotowują dla siebie prezenty, które okazują się nietrafione. Zgodnie z rodzinną tradycją Jay przygotowuje domową imprezę - spotkanie z wnukami. Przeżywa rozczarowanie, gdy najstarsza wnuczka, Hayley, woli iść do kolegi. Gościnnie: Elizabeth Banks, Edward Norton |    |                                           |                 |                                  |                      |                 |
| 9 | 9  | Klaun Fizbo Fizbo                         | Jason Winer     | Paul Corrigan, Brad Walsh        | 25 listopada 2009    | 19 maja 2010    |
| Phil i Claire urządzają Luke’owi przyjęcie urodzinowe, zakończone wizytą w izbie przyjęć. Cameron, mimo protestów Mitchella, zakłada swój kostium klauna Fizbo. Manny, zachęcony radami Jaya, stara się zrobić wrażenie na koleżance. Gościnnie: Margo Harshman |    |                                           |                 |                                  |                      |                 |
| 10 | 10 | Święta odwołane Undeck the Halls          | Randall Einhorn | Dan O'Shannon                    | 9 grudnia 2009       | 24 maja 2010    |
| Phil i Clare odkrywają na kanapie dziurę wyglądającą jakby powstałą od papierosa, grożą więc dzieciom, że odwołają święta, jeśli winowajca się nie ujawni. Mitchell i Cameron postanawiają zrobić Lily pierwsze zdjęcie ze świętym Mikołajem. |    |                                           |                 |                                  |                      |                 |
| 11 | 11 | Bezsenna noc Up All Night                 | Michael Spiller | Christopher Lloyd                | 6 stycznia 2010      | 25 maja 2010    |
| Cameron stara się być zawsze przy Lily, kiedy ona płacze, lecz to nie zgadza się ze sposobem wychowania przyjętym przez Mitchella. Niespodziewanie zjawia się ojciec Manny'ego i krzyżuje plany Jaya. Phil trafia do szpitala z powodu kamieni nerkowych. Gościnnie: Benjamin Bratt |    |                                           |                 |                                  |                      |                 |
| 12 | 12 | Tylko nie w moim domu Not in My House     | Chris Koch      | Caroline Williams                | 13 stycznia 2010     | 26 maja 2010    |
| Claire znajduje zdjęcia pornograficzne na komputerze, oskarża o to Luke'a. Gloria próbuje pozbyć się Barkleya figurki psa-lokaja, Jay uważa, że jest on ulubieńcem rodziny. Cameron pociesza ogrodnika, niszcząc plany Mitchella na popołudnie. Sytuacja z ogrodnikiem posuwa się za daleko. |    |                                           |                 |                                  |                      |                 |
| 13 | 13 | Piętnaście procent Fifteen Percent        | Jason Winer     | Steven Levitan                   | 20 stycznia 2010     | 31 maja 2010    |
| Claire ma problem z nowym pilotem i całą resztą skomplikowanej technologii w domu, Phil twierdzi, że jest banalne. Wynika z tego niedorzeczna kłótnia. Jay nazywa Camerona "przyjacielem mojego syna", Mitchell uważa to za obraźliwe. Manny umawia się ze znajomą poznaną w sieci, lecz ta nie okazuje się taka jakiej spodziewał się Manny. |    |                                           |                 |                                  |                      |                 |
| 14 | 14 | Lądowanie na księżycu Moon Landing        | Jason Winer     | Bill Wrubel                      | 3 lutego 2010        | 1 czerwca 2010  |
| Gloria ma wypadek samochodowy, prosi Mitchella, by był jej adwokatem. Twierdzi, że winny jest kierowca drugiego samochodu. Manny wie, że to nieprawda, mówi o tym Mitchellowi, stawiając go w niewygodnej sytuacji. Jay idzie z Cameronem do siłowni, boi się, że dojdzie do krępujących sytuacji. Claire spotyka się z koleżanką, z którą pracowała; budzi się w niej chęć powrotu do życia zawodowego. Gościnnie: Minnie Driver |    |                                           |                 |                                  |                      |                 |
| 15 | 15 | Wystrzałowe Walentynki My Funky Valentine | Michael Spiller | Jerry Collins                    | 10 lutego 2010       | 2 czerwca 2010  |
| Zbliżają się walentynki. Phil zaprasza Claire do włoskiej restauracji, w której bywają od lat. Claire nie jest tym zachwycona. Jay zabiera Glorię na występ sławnego komika, chociaż Gloria wolałaby tańczyć salsę. Cameron i Mitchell spędzają walentynki z Mannym, który ma problemy miłosne. |    |                                           |                 |                                  |                      |                 |
| 16 | 16 | Obawy Fears                               | Reggie Hudlin   | Steven Levitan                   | 3 marca 2010         | 7 czerwca 2010  |
| Po raz kolejny Haley nie zdaje egzamin na prawo jazdy. Claire usiłuje podnieść ją na duchu i nie dopuścić do tego, by Alex wyprowadziła siostrę z równowagi. Cameron zaprasza na lunch lekarkę, która opiekuje się Lily. Uważa, że on i Mitchell powinni się z nią zaprzyjaźnić, żeby zapewnić Lily szczególne traktowanie. Phil i Luke szukają skarbów w piwnicy. |    |                                           |                 |                                  |                      |                 |
| 17 | 17 | Prawdę powiedziawszy… Truth Be Told       | Jason Winer     | Joe Lawson                       | 10 marca 2010        | 8 czerwca 2010  |
| Phil zaprasza do domu swoją dawną dziewczynę, z którą odnowił znajomość na Facebooku. Jay przypadkiem zabija żółwia Manny'ego. Nie przyznaje się jednak do tego. Mitchell zwalnia się z pracy. Gościnnie: Judy Greer |    |                                           |                 |                                  |                      |                 |
| 18 | 18 | Gwieździsta noc Starry Night              | Jason Winer     | Danny Zucker                     | 24 marca 2010        | 9 czerwca 2010  |
| Claire i Phil pomagają Haley i Luke'owi w ich pracach szkolnych. Jay zabiera Manny'ego i Mitchella na wycieczkę, gdzie będą obserwować gwiazdy. Cameron próbuje zrewanżować Glorii wpadkę z pewnego wieczoru i zaprasza ją do restauracji. |    |                                           |                 |                                  |                      |                 |
| 19 | 19 | Przełom Game Changer                      | Kevin Sullivan  | Alex Herschlag, Joe Lawson       | 31 marca 2010        | 14 czerwca 2010 |
| Urodziny Phila. Claire robi wszystko, aby zdobyć dla męża jego wymarzonego iPada. Jay próbuje udowodnić Glorii i Manny'emu, że jest w stanie pokonać ich w szachy. Cameron przypadkiem zostaje wmieszany w miłosne sprawy pary z sąsiedztwa. |    |                                           |                 |                                  |                      |                 |
| 20 | 20 | Grzanie ławy Benched                      | Chris Koch      | Danny Zucker                     | 14 kwietnia 2010     | 15 czerwca 2010 |
| Phil i Jay konkurują ze sobą o pozycję trenera drużyny koszykarskiej, w której grają Luke i Manny. Mitchell spotyka się ze swoim nowym szefem. Doping Glorii sprawia, że koledzy śmieją się z Manny'ego. Chłopak prosi matkę, by nie przychodziła na kolejny mecz. Również Alex wstydzi się pokazywać koleżankom w towarzystwie Claire. Gościnnie: Justin Kirk |    |                                           |                 |                                  |                      |                 |
| 21 | 21 | Był sobie pies Travels with Scout         | Seth Gordan     | Paul Corrigan, Brad Walsh        | 28 kwietnia 2010     | 16 czerwca 2010 |
| Phil zapomina poinformować Claire o wizycie jego ojca oraz o psie, którego im przywiezie. Manny przeżywa traumę po tym, jak Jay zabiera go do kina na horror. Cameron dołącza do zespołu Dylana jako perkusista. |    |                                           |                 |                                  |                      |                 |
| 22 | 22 | Port lotniczy 2010 Airport 2010           | Jason Winer     | Dan O'Shannon, Bill Wrubel       | 5 maja 2010          | 21 czerwca 2010 |
| Urodziny Jaya. Gloria ma dla niego niespodziankę - wycieczkę na Hawaje. Jay przestaje się cieszyć, kiedy okazuje się, że nie lecą tam we dwoje, ale całą rodziną. Początek podróży nie jest jednak udany. Mitchell zapomina dowodu osobistego, Manny jest na czarnej liście pasażerów, a Claire panicznie boi się lotu samolotem. Tymczasem Dylan zostaje uwięziony w domu Dunphych. |    |                                           |                 |                                  |                      |                 |
| 23 | 23 | Hawaje Hawaii                             | Steven Levitan  | Paul Corrigan, Brad Walsh        | 12 maja 2010         | 22 czerwca 2010 |
| Jay z rodziną docierają na Hawaje. Phil stara się uprzyjemnić wyjazd Claire, Mitchell i Cameron stawiają na zwiedzanie okolic, a Manny nie chce mieszkać z Lukiem w tym samym pokoju. Tymczasem po rozmowie telefonicznej z bratem, Jay postanawia aktywniej spędzać czas. |    |                                           |                 |                                  |                      |                 |
| 24 | 24 | Portret rodzinny Family Portrait          | Jason Winer     | Ilana Wernick                    | 19 maja 2010         | 23 czerwca 2010 |
| Claire organizuje zrobienie rodzinnego portretu, ale wszyscy są zbyt zajęci. Gloria i Manny oraz Phil i Alex wybierają się na mecz Lakersów, Cameron zostaje zatrudniony jako piosenkarz na ślubie, Mitchell zajmuje się Lilly i zagubionym gołębiem, a Luke przeprowadza z Jayem wywiad, potrzebny mu do szkoły. Gościnnie: Kobe Bryant |    |                                           |                 |                                  |                      |                 |